# Les Contes du vampire
Les Contes du Vampire (sanskrit: Vetâla Panchavimshatika) sont un cycle d'histoires indiennes composées au XIe siècle par Somadeva, qui constituent une partie de son vaste recueil de contes intitulé Kathâsaritsâgara (« Océan des rivières des contes »).
Transmis oralement à partir du Ve siècle, ils sont fixés en sanskrit vers le XIe siècle. Vingt-quatre à vingt-sept histoires, se succèdent, indépendantes entre elles bien que reliées par le fil conducteur du vampire, et s’achèvent toutes par une énigme.

## À propos du titre
Vetālapañcaviṃśatikā, le titre usuel sanskrit, signifie littéralement « Vingt-cinq [histoires] du Vampire ». Mais il s'agit en fait de contes du Vetāla , mot que l'on traduit en général par  vampire et que Louis Renou, le traducteur en français de ces histoires, a conservé parce que, même s'il s'agit là d'une traduction inexacte, elle a été entérinée par l'usage. Car le vetâla n'est pas exactement le vampire que connaît le folklore occidental, à savoir un animal qui hante les cadavres et vient boire le sang des vivants pour retrouver sa vitalité. En Inde, c'est aussi une espèce de fantômes qui vient hanter les cadavres, mais il ne suce pas forcément leur sang et n'est pas toujours cruel. C'est un être souvent malicieux, qui trompe les hommes, mais qui peut aussi leur venir en aide, comme ce sera le cas dans ce recueil,Un vetâla est un peu une sorte de mort-vivant qui prend possession d'un cadavre.

## Le cadre du recueil

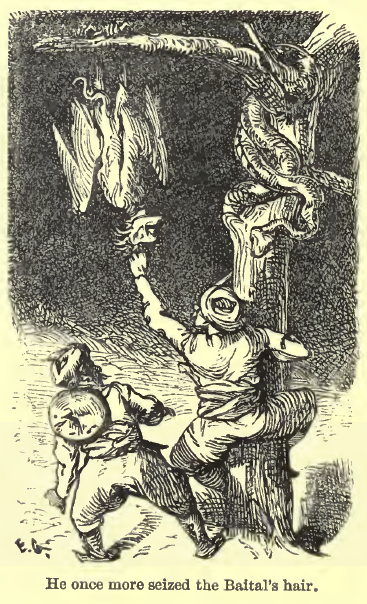
Illustration de pour la traduction anglaise de R.F. Burton, Vikram and the Vampire, 1870. Légende: « Il saisit une fois encore les cheveux de Vampire. »

Les vingt-quatre contes sont encadrés, comme nombre de recueils dans l'Inde ancienne, entre un prologue et un épilogue, et ils sont indépendants les uns des autres; un bref épisode stéréotypé les relies toutefois les uns aux autres.

### Prologue
Tous les contes sont enchâssés dans l'histoire qui ouvre le recueil et auquel il doit son titre : le roi Trivikramasena  rencontre un mendiant yogi du nom de Kshantishila, pourvu de pouvoirs magiques, qui lui apporte régulièrement des fruits contenant une perle rare. Quand le roi, intrigué par cette générosité, l'interroge sur le pourquoi de ces dons, le yogi lui répond qu'il attend de lui qu'il l'aide à réaliser un acte magique qui lui permettra, à lui yogi, d'acquérir des pouvoirs surnaturels. Et il attend du roi qu'il aille, de nuit, chercher dans un cimetière, un cadavre pendu à un arbre et qui contient un Vampire. Le roi accepte, et pendant qu'il transporte le corps pour le ramener au yogi, le cadavre — qui est possédé par un « Vampire » — lui raconte pour le distraire une histoire, qui se conclue par une question délicate sur le comportement des personnages du récit qu'il vient de conter. Le roi doit répondre faute de quoi, lui dit le Vampire, « sa tête éclate[ra] en morceaux », ce qui constitue, note Louis Renou, « une lointaine répercussion des vieilles épreuves du Véda. »

### Les vingt-quatre histoires
Vient alors une première histoire, suivie d'une question, à laquelle le roi correctement. Mais c'est pour voir le Vampire disparaître, ce qui oblige le roi à aller le rechercher s'il veut satisfaire la demande du yogi. Suivent encore vingt-deux histoires: à chaque fois le Vampire, raconte, pose une question à laquelle le roi répond correctement, et disparaît à nouveau ou retourne dans son arbre. Mais à la fin de la vingt-quatrième histoire, le roi refuse de répondre à la question, qui cette fois porte sur une histoire de parentés imbriquées : un père et son fils épousent respectivement, le premier une fille, le second la mère de celle-ci. Des enfants naissent de part et d'autre : qui sont-ils les uns pour les autres ?. Cette fois-ci, le roi garde donc le silence, et ce silence lève la malédiction qui pesait sur lui: Vampire cesse de le tourmenter, le félicite pour sa persévérance et son courage, et lui apprend aussi que le yogi nourrit en réalité des intentions sombres à son égard. Finalement, il lui montre comment faire mourir le yogi, tout en acquérant pour lui les pouvoirs surnaturels que le mendiant yogi convoitait.

### Épilogue
La vingt-cinquième histoire fait fonction d'épilogue: le roi Trivikramasena revient vers le mendiant yogi et lui rapporte le corps. Kshantishila commence alors un rituel magique et invite le roi à y participer. Mais prévenu par le Vampire, Trivikramasena saisit une épée et lui tranche la tête, arrache son cœur et les offre au Vampire. Celui-ci du cadavre et propose au roi de faire un vœu, qu'il exaucera. Le roi lui dit alors: « "Puissent ces vingt-quatre premiers récits (...) [et] aussi le vingt-cinquième qui les parachève, devenir tous fameux et en honneur sur terre!" "Il en sera ainsi" dit le vampire (...). »

### Traductions
- Somadeva, Contes du Vampire, traduit du sanskrit et annotés par Louis Renou, Paris, Gallimard-Unesco, coll. « Connaissance de l'Orient », 1963, 232 p. (rééd. en format poche, 1985 (ISBN 978-2-070-70532-0)
- Océan des rivières de contes, (sous la direction de Nalini Balbir), Paris, Gallimard, coll. « Bibliothèque de la Pléiade » 1997, 1792 p.  (ISBN 978-2-070-11459-7)